# Tadj ol-Molouk
Tadj ol-Molouk (Perzisch: تاج‌الملوک آيرملو; Bakoe, Azerbeidzjan op 17 maart 1896 - Acapulco, Mexico op 10 maart 1982) was de vrouw van Reza Pahlavi, grondlegger van de Pahlavi-dynastie, die van 1925 tot 1941 sjah was van Perzië. Haar naam betekent Koningskroon.

## Biografie
Ze werd geboren als Nimtaj Khanum, de dochter van generaal Teymur Tadfel Molouk Ayrumlu, en is van etnische origine Iraans-Azerbeidzjaans. Samen met haar man Reza kreeg ze vier kinderen: Shams, Mohammed Reza, Ashraf en Ali Reza. Mohammed Reza en Ashraf zijn een tweeling.
In 1925 werd zij koningin van Iran nadat haar man aan de macht kwam. Ze werd de eerste koningin die een publieke rol speelde in Iran. Ze ijverde voor de afschaffing van de sluier voor vrouwen. In de winter van 1934 verscheen zij met haar twee dochters in westerse kleren in het openbaar, hiermee werd de sluier officieel afgeschaft.
In 1941 werd haar man afgezet als sjah en werd Mohammed Reza de nieuwe sjah. In 1944 overleed haar echtgenoot.
Nadat de keizerlijke familie verbannen werd in 1979 verhuisde Tadj naar het Mexicaans Acapulco, waar ze in 1982 overleed na een lange strijd tegen leukemie.